# Неведомский, Николай Алексеевич
Никола́й Алексее́вич Неведо́мский (24 октября 1956 — 18 апреля 2021) — российский политический деятель, глава администрации города Благовещенска, сити-менеджер с 24 мая 2010 по 7 июня 2011 года.

## Биография
Родился 24 октября 1956 года на станции Халан в Сковородинском районе Амурской области. Окончил Благовещенский государственный педагогический университет в 1977 году, в 2005 году — Национальный открытый институт России по специальности «Государственное и муниципальное управление».
Возглавлял аппарат губернатора Амурской области с мае 2004 года по апрель 2010 года. До назначения Думой Благовещенска на пост главы администрации города — сити-менеджера 24 мая 2010 года, работал заместителем председателя Правительства Амурской области. 7 июня 2011 года ушёл в отставку по собственному желанию. Его место занял мэр Шимановска Павел Березовский.
14 июня 2011 года назначен председателем Амурской областной избирательной комиссии.
Николай Неведомский имеет классный чин действительного государственного советника Амурской области 1 степени.
Является автором:
- памятника Казакам-первопоселенцам (2013 год, г. Благовещенск)[4];
- памятника Партизанам (2018 год, г. Сковородино)[5];
- памятника Герою России О.Пешкову (2016 год, с. Возжаевка, Белогорский район)[6];
- скульптурной композиции «Невозмутимый кот» (2015 год, набережная р. Амур)[7];
- памятника «Строителям Байкало-Амурской магистрали 1932—1936 и 1972—1976 годов посвящается» (2016 год, ст. Бамовская, Сковородинский район)[8];
- памятной доски музея-мастерской Александра Тихомирова (2018 год, г. Благовещенск)[9];